# Bacchisa subannulicornis
Bacchisa subannulicornis är en skalbaggsart som beskrevs av Stefan von Breuning 1964. Bacchisa subannulicornis ingår i släktet Bacchisa och familjen långhorningar.
Artens utbredningsområde är Laos. Inga underarter finns listade.